# 非电解质
非电解质是指在水中或熔融状态下都不能电离出离子的化合物。
- 大多数有机物：酒精、乙炔、葡萄糖、澱粉、蔗糖、果糖、乳糖、半乳糖等。

- 一些无机气体：二氧化碳等。

純水本身是极弱的电解质，在25°C时能电离出约10-7 mol/L的阳离子（即PH值=7）。